# ブッチ・キャシディ

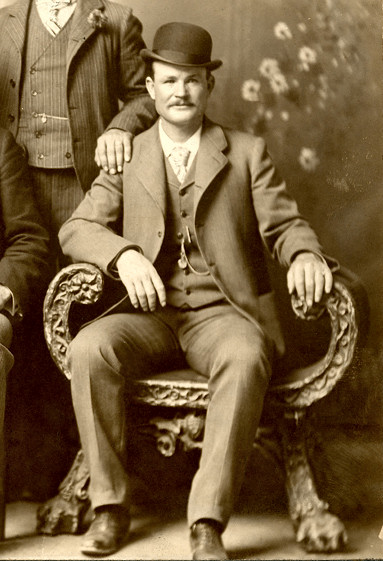
ブッチ・キャシディ（1901年、テキサス州フォートワース）

ブッチ・キャシディことロバート・ルロイ・パーカー（Robert LeRoy Parker a.k.a. Butch Cassidy, 1866年4月13日 - 1908年11月7日）は、アメリカ合衆国のアウトロー、強盗。
サンダンス・キッドなどと共に強盗団「ブッチ・キャシディのワイルドバンチ」を結成して、ネバダやモンタナなどで銀行強盗や列車強盗を繰り返した。官憲や鉄道会社から雇われた探偵に追われて、サンダンス・キッドとともに南米ボリビアに逃亡したが隠れ家を包囲されて殺害されたとされる。
1969年の西部劇映画『明日に向って撃て!』の題材になった。

## 前半生
ユタ州ビーバーの末日聖徒イエス・キリスト教会の教会員の家庭に生まれる。父はイングランド移民のマキシミリアン・パーカー（Maximillian Parker）、母はスコットランド移民のアン・キャンベル・ギリーズ（Ann Campbell Gillies） 。母アンは、北東イングランドニューキャッスルのタインサイド（Tyneside）に生まれ暮らし、1850年代後半にアメリカのユタ準州に移り、そこでマキシミリアンと結婚した。 
パーカーの両親はイングランド、ランカシャー、プレストン（Preston）、ヴィクトリア・ロード（Victoria Road）で暮らしていたが、末日聖徒イエス・キリスト教会の信仰の宗教的迫害を逃れるために移住した。
13人兄弟の長男。ユタ州ソルト・レーク・シティーの北346キロメートル（215マイル）のユタ州サークルヴィル（Circleville）近くの牧場で育てられた。10歳代前半で家を出て、酪農場で働きながら、馬泥棒で牛泥棒でもあるマイク・キャシディ（Mike Cassidy）を尊敬し、その指導を受けた。ワイオミング州ロック・スプリングス（Rock Springs）で屠殺者（butcher。ブッチャー）として短期間働き、そのとき「Butch」（ブッチ）というあだ名を得て、旧友兼師匠に敬意を表してキャシディという苗字をそれに添えたが、それに加えてその後いくつかの牧場で働いた。

## 犯罪者としての人生

### 1880年 - 1887年　最初の諸事件、強盗犯になる
パーカーの最初の犯罪は軽い犯罪であった。1880年頃、彼は別の町の衣服店まで旅行したが、あいにく店は閉まっていた。彼は店内に押し入り、ジーンズ1着とパイをいくらか取り、次に来た時に支払うことを約束する借用証書を残した。しかしながら衣服店は告発した。パーカーは陪審裁判で無罪放免になった。
彼は1884年まで牧場で働き続け、コロラド州テルユライド（Telluride）に移った。表向きは仕事を探すためだが、あるいは盗んだ馬を買手に引き渡すためかもしれない。彼はワイオミング州とモンタナ州でカウボーイ生活を送り、それから1887年にテルユライドに帰った。そこで彼は、競走馬所有者のマット・ウォーナー（Matt Warner）に会った。彼らは様々な催しで馬をレースに出場させ、勝利金を分け合った。

### 1889年 - 1895年　初期の強盗、入獄する
1889年6月24日、パーカーはウォーナーとマカーティ兄弟（McCarty Brothers）のうち2人とテルユライドのサン・ミゲル・ヴァレー銀行（San Miguel Valley Bank）から約21,000ドルを強盗した。
1890年、パーカーはワイオミング州デュボア（Dubois）近くの牧場を購入した。この牧場は悪名高い「壁の穴」から州を横切ったところにあり、その地形により無法者達の隠れ家になっていた。パーカーの牧場経営は決して成功していなかったが、牧場は「壁の穴」の無法者らとの活動を秘密にするための見せかけだった。
1894年前半、パーカーは、西部開拓時代の無法者で牧場労働者のアン・バセット（Ann Bassett。1878年 - 1956年）と恋愛関係になった。
バセットの父である牧場主ハーブ・バセット（Herb Bassett）は、パーカーに新鮮な馬と牛肉を供給して取引をしていた。その年、パーカーはワイオミング州ランダー（Lander）で馬の窃盗で、そしてことによるとそこの地元の牧場主らからの保護料の取立てでも、逮捕された。ワイオミング州ララミー（Laramie）の州刑務所で2年の刑のうち18ヶ月服役し、1896年1月に州知事ウィリアム・アルフォード・リチャーズ（William Alford Richards）に刑を軽減してもらう代わりに州内で再犯をしないと約束して出所した。出所後、彼はアン・バセットの姉ジョシー（Josie）と短い関係を持ち、それからアンとの関係に復した。

### 1896年 - 1897年　出所して「ワイルド・バンチ」を結成する

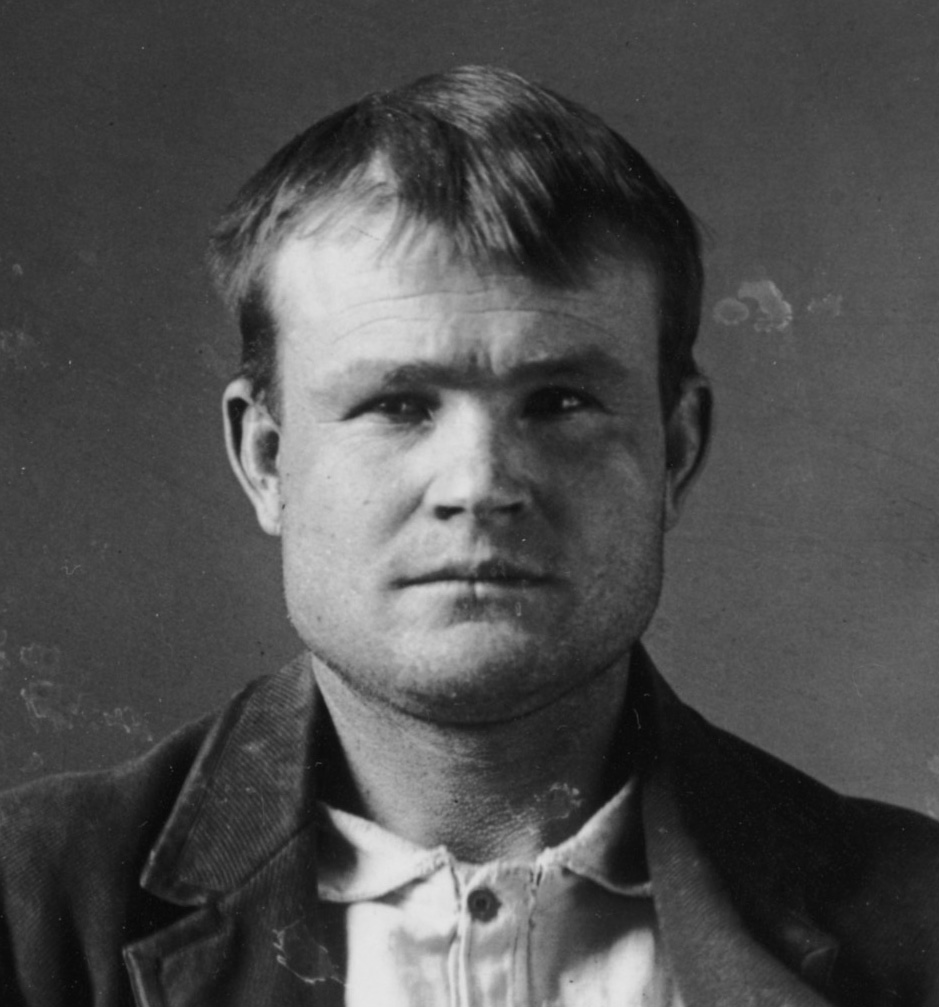
キャシディの顔写真　ワイオミング準州監獄　1894年

出所後、彼は幅広く犯罪者集団と付き合い、親友のエルジー・レイ（Elzy Lay）、ハーヴェイ・「キッド・カリ」・ローガン（Harvey "Kid Curry" Logan）、ベン・キルパトリック（Ben Kilpatrick）、ハリー・トレーシー（Harry Tracy）、ウィル・「ニューズ」・カーヴァー（Will "News" Carver）、ローラ・ブリオン（Laura Bullion）およびジョージ・カリ（George Curry）とともにギャング団「ワイルド・バンチ」を結成した。結成とともに彼の犯罪活動はかなり活発になった。ワイルド・バンチがどれほど暴力的であったかに関しては論争があるが、ワイルド・バンチの構成員の誰にも謀殺罪の嫌疑をかけられた明確な史実は無い。
1896年8月13日、パーカー、レイ、ハーヴェイ・ローガンおよびボブ・ミークスは、 アイダホ州モントピリア（Montpelier）で銀行強盗を働き、約7,000ドルを持って逃げた。その直後、彼はペンシルヴェニアの土着人であるハリー・ロングボー、別名サンダンス・キッドをワイルド・バンチに加入させた。
1897年前半、パーカーは、断続的なガールフレンドであるアン・バセット、エルジー・レイ、レイのガールフレンドであるモード・デーヴィスとロッバーズ・ルースト（Robbers Roost）でいっしょになった。4人はそこに4月前半まで隠れ、レイとパーカーは彼女達を家に送り、次の強盗の計画を立てた。
1897年4月21日、ユタ州のキャッスル・ゲート（Castle Gate）という採鉱町で、パーカーとレイは鉄道駅からプリーザント・ヴァレー・石炭会社（Pleasant Valley Coal Company）の総賃金を事務所に運搬する小人数の男性たちを待ち伏せして襲い、7,000ドル入りの金貨の袋を盗みロッバーズ・ルーストに逃げ帰った。
1899年6月2日、ギャングはワイオミング州ウィルコックス（Wilcox）近くでユニオン・パシフィックの急行列車を襲ったが、この強盗事件は有名になり、大掛かりな犯人捜査につながった。 多くの警官が捜査に参加したが、犯人は見つからなかった。
強盗の際の警察との撃ち合いで、キッド・カリとジョージ・カリは保安官ジョー・ヘーゼン（Joe Hazen）を撃ち殺した。雇われ殺し屋として有名で、ピンカートン探偵社の契約社員であるトム・ホーン（Tom Horn）は、爆発物専門家であるビル・スペック（Bill Speck）から、彼らがヘーゼンを撃ったということを明らかにする情報を入手し、それをピンカートンの探偵チャーリー・シリンゴ（Charlie Siringo）に伝えた。ギャングは「壁の穴」のなかに逃げ込んだ。シリンゴは、無法者のギャングを捕える仕事を割り当られていた。
彼はエルフィー・ ランダスキー（Elfie Landusky）と友人になった。彼女はキッド・カリの兄弟ロニー・カリ（Lonny Curry）が自分を妊娠させたと主張し、カリというラスト・ネームを名乗っていた。彼女を通じてシリンゴはギャングの居所を探し出すつもりであった。
1899年7月11日、レイその他はニュー・メキシコ州フォルサム（Folsom）近くの列車強盗に関わった。恐らくパーカーが計画し、自ら指揮している。これは地元警察との撃ち合いになり、レイは保安官エドワード・ファー（Edward Farr）と民兵ヘンリー・ラヴ（Henry Love）を殺し、ニュー・メキシコ州重罪犯刑務所で終身刑に服することになった。「ワイルド・バンチ」は強盗の後は様々な方向に別れ、その後に「壁の穴」の隠れ家や「ロッバーズ・ルースト」、あるいはテキサス州サン・アントニオ（San Antonio）のおかみファニー・ポーター（Fannie Porter）の売春宿のような決まった場所で再結成するのが常であった。「壁の穴」の隠れ家は、ワイオミング州オールド・トレール・タウン（Old Trail Town）で組み立てられている。それは1883年にアレクサンダー・ゲントによって建てられた。

### 恩赦の企図が失敗する
ユタ州は1896年に連邦に加盟したが、パーカーはレイの恩赦を取り決めようとユタ州知事ヒーバー・ウェルズ（Heber Wells）に接触した。ウェルズは、ユニオン・パシフィック鉄道と接触し刑事告発を取下げるよう説得するようパーカーに助言した。ユニオン・パシフィック鉄道のE・H・ハリマン（E. H. Harriman）会長は、パーカーの盟友である、出所中のマシュー・ウォーナー（Matthew Warner）を通じてパーカーと会おうとした。しかしながら、1900年8月29日にパーカー、ロングボーその他は、ワイオミング州ティプトン（Tipton）近くでユニオン・パシフィックの列車を襲い、ワイオミング州内で再犯しないという州知事との約束を破ったため、恩赦の見込みを事実上無くすことになる。
1900年2月28日、キッド・カリの兄弟ロニー・カリがおばの家で逮捕されそうになり、ロニーは撃ち合いで殺された。彼のいとこボブ・リー（Bob Lee）は窃盗で逮捕され、ワイオミング州内の刑務所に送られた。
民兵らはキッド・カリとビル・カーヴァーに追いつき、彼らを撃ち合いに巻き込み、保安官代理アンドルー・ギボンズ（Andrew Gibbons）と保安官代理フランク・レスーア（Frank LeSueur）が殺された。カーヴァーとカリは逃走した。4月17日、ジョージ・カリは、ユタ州グランド郡（Grand County）で、保安官ジョン・タイラー（John Tyler）および副保安官サム・ジェンキンズ（Sam Jenkins）との撃ち合いで殺された。
5月26日、キッド・カリは、ユタ州モーアブ（Moab）に騎り込み、ジョージ・カリとロニーの報復としてタイラーとジェンキンスを撃ち合いの末殺した。
パーカー、ロングボーおよびビル・カーヴァーは、ネヴァダ州ウィネマッカ（Winnemucca）に旅行し、1900年9月19日、ネヴァダ州のファースト・ナショナル銀行ウィネマッカを襲って32,640ドルを奪った。12月、パーカーは、テキサス州フォート・ワース（Fort Worth）で、有名なフォート・ワースの5人の写真を撮らせた が、これにはパーカー、ロングボー、ハーヴェイ・ローガン（別名キッド・カリ）、ベン・キルパトリックおよびウィリアム・カーヴァーが写っている。ピンカートン探偵社はその写真を1部入手し、指名手配のポスターに使用した。
キッド・カリはギャング団とパーカーおよびロングボーとともにモンタナ州ワグナー（Wagner）近くでグレート・ノーザン鉄道を襲い、現金60,000ドルを奪った。ギャング達は分散し、ギャング構成員ウィル・カーヴァーは、保安官イライジャ・ブライアント（Elijah Briant）が率いる民兵団によって殺された。1901年12月12日、ギャング構成員ベン・キルパトリックはテネシー州ノックスヴィル（Knoxville）で、ローラ・ビュリオンとともに捕えられた。12月13日、警察との撃ち合い中、キッド・カリはノックスヴィルの警察官ウィリアム・ディンウドル（William Dinwiddle）およびロバート・セーラー（Robert Saylor）を殺し逃走した。カリは、ピンカートンの探偵らおよび他の警察組織らに追跡されているにもかかわらず、モンタナに戻り、数年前の兄弟ジョニー殺害の報復として牧場主ジェームズ・ウィンターズ（James Winters）を撃ち殺した。

### 1901年　南アメリカへ旅行する
パーカーとロングボーはそれからニュー・ヨーク市に逃げ、1901年2月20日、ロングボーの女性友人エセル・「エッタ」・プレースとともに、パーカーはプレースの虚構の兄弟ジェームズ・ライアン（James Ryan）を装って、イギリス汽船ハーミニアス（Herminius）に乗ってアルゼンチン、ブエノス・アイレスにむけて出発した。そこで彼は、アンデス近くの、アルゼンチン中央西部のチュブ（Chubut）州チョリラ（Cholila）近くのリオ・ブランコの東岸に彼らが買った、15,000エーカー（61平方キロメートル）の牧場の4室の丸太小屋に、ロングボーおよびプレースとともに落ち着いた。

### 1905年と晩年　最大の強盗、法の網を潜る
1905年2月14日、2人の英語を話す強盗、恐らくパーカーとロングボーが、マゼラン海峡近く、チョリラの南方700マイル（1,100キロメートル）にあるリオ・ガジェゴス（Río Gallegos）のタラパカ・アルゼンチン銀行（Banco de Tarapacá y Argentino）を襲った。少なくともこんにちの100,000アメリカドル相当をもって逃げ、2人組はパタゴニアの荒涼としたステップを横切って北へ姿を消した。
5月1日、警察が彼らに追いつきかけているので2人はチョリラの農場を売った。ピンカートン探偵社は少し前に彼らの居所を知っていたが、雨季のために探偵フランク・ディメーオ（Frank Dimaio）はそこに行き逮捕することができなかった。知事フリオ・レサナ（Julio Lezana）はそのとき逮捕状を出していたが、それが執行される前に、パーカーと親しく、エッタ・プレースに惚れていたウェールズ系アルゼンチン人保安官エドワード・ハンフリーズが彼らに内報した。
3人組は、北のサン・カルロス・デ・バリローチェ（San Carlos de Bariloche）に逃げ、そこで彼らは汽船コンドル（Condor）に乗り、ナウェル・ウアピ湖（Nahuel Huapi Lake）を渡った。しかしながら年末までに彼らはアルゼンチンに戻っていた。12月19日、パーカー、ロングボー、プレースおよび不明の男性（ハーヴェイ・ローガンかもしれない）は、ブエノス・アイレスの西方400マイル（640キロメートル）のビージャ・メルセデス（Villa Mercedes）の国立銀行（Banco de la Nacion ）の強盗に参加し、12,000ペソを奪った。武装した警官らに追跡されて、彼らはパンパとアンデスを横切り、チリに無事帰着した。
1906年6月30日、エッタ・プレースは、逃亡生活はもうたくさんだと考え、ロングボーに護衛されてサン・フランシスコに帰った。パーカーは、中央ボリビアのアンデスのサンタ・ベラ・クルス（Santa Vera Cruz）地域のコンコルディア（Concordia）錫鉱山で「ジェームズ・『サンティアゴ』・マックスウェル」（James "Santiago" Maxwell）という別名で仕事を得て、そこで彼は帰ってきたロングボーといっしょになった。皮肉にも、彼らの主たる仕事には会社の総賃金を護衛することもふくまれていた。それでもやはり立派な牧場主として落ち着きたくて、パーカーは1907年後半、ボリビア西部のサバンナの辺境都市サンタ・クルス（Santa Cruz）に、ロングボーとともに旅行した。

## 死亡
パーカーの死亡に関する諸事実は、はっきりとは知られていない。
1908年11月3日、ボリビア南部のサン・ヴィンチェンテ（San Vicente）の近くで、「Aramayo Franke y Cia」銀鉱山の急使が、会社の賃金総額15,000ボリビア・ペソ相当をラバで運搬中に、おそらくパーカーとロングボーであろう覆面をしたアメリカ人2人の強盗に襲われた。強盗たちはそれからサン・ヴィンチェンテという小さい採鉱町に進み、そこでボニファシオ・カサソラ（Bonifacio Casasola）という地元の鉱山労働者が所有する小さな下宿屋に下宿した。ラバが左横腹にアラモヨ鉱山の採鉱会社のロゴをつけていたため、カサソラは2人を疑い、家を出て近くの電信吏に知らせ、電信吏は近くに駐屯する小さなボリビア陸軍騎兵部隊に通報したが、それはアバロア連隊であった。部隊は、ジャスタ・コンチャ（Justa Concha）大尉が率いる兵3人をサン・ヴィンチェンテに急派し、そこで彼らは地元当局に通報した。11月6日晩、アラモヨ強盗を拘束しようと兵3人、警察署長、地元市長と数人の職員が下宿屋を取り囲んだ。
兵3人が家屋に近づいたとき、強盗たちが射撃を始め、兵のうち1人を殺し、もう1人を負傷させた。それから拳銃での撃ち合いが続いた。午前2時頃、発砲の休止中に警官隊と兵たちは家屋のなかから1人の男性が悲鳴をあげるのを聞いた。まもなく、一発の銃声が家屋の中から聞え、そののち悲鳴がやんだ。数分後、もう一発の銃声が聞えた。
当局は翌朝まで包囲を続け、中に入ると両腕、両脚に多数の銃創を負った遺体2体を見つけた。男のうち1人は前額に銃傷があり、もう1人はこめかみに弾痕があった。地元警察の報告によれば、遺体の位置から判断して、1人が共犯者を安楽死させるために撃って致命傷を負わせ、その直後最後の弾丸で自殺したと考えられている。
トゥピサ（Tupiza）警察の捜査により、彼らはアラモヨ総賃金強盗を働いた男たちであると身元が特定されたが、ボリビア当局は彼らの本当の名前を知らず、身元を明確に特定することはできなかった。遺体はサン・ヴィンチェンテの小さな共同墓地の、グスタフ・ジマー（Gustav Zimmer）というドイツ人鉱山労働者の近くに埋葬された。1991年、アメリカの法医学人類学者クライド・スノー（Clyde Snow）は彼らの墓を見つけようと試みたが、パーカーとロングボーの存命中の親戚と合致するDNAを持つ遺物は発見されなかった。これが1人または両者が生き延び、合衆国に帰ったという主張に繋がる。

### 1908年以降の生存の主張
パーカーの姉妹ルーラ・パーカー・ベテンソン（Lula Parker Betenson）は、パーカーは合衆国に生還し、無名のまま暮らしたと主張した。ベテンソンは『Butch Cassidy, My Brother』で、1908年のずっとあとに彼に会ったパーカーと親しい人々の例をいくつか出し、1925年のブッチ、兄弟マーク、父マキシとの「家庭再結成」を詳しく物語っている。
1974年または1975年、コラムニストであるレッド・フェンウィック（Red Fenwick）は、『The Denver Post』で、当時『Post』の記者であった著者イヴァン・ゴールドマン（Ivan Goldman）に、自分はパーカーの外科医と知り合いであると語った。フェンウィックは、彼女は絶対に信頼できる人物であると言った。彼女がフェンウィックに語ったところによれば、彼がボリビアで殺されたのち幾年ものあいだ彼女はパーカーを治療し続けたという。
ロングボーもまた合衆国に帰り、1936年に死亡したという不確かな状況証拠がある。
ジョン・マクフィー（John McPhee）は、『Annals of the Former World』で、1930年代に家庭医フランシス・スミス（Francis Smith）医学博士によってデーヴィッド・ラヴ（David Love）に、ラヴが医学生であった時に語られた物語を述べている。スミスが述べたところによれば、彼はパーカーに会ったばかりで、パーカーはスミスに自分の顔はパリの外科医によって変えられたと語り、彼はスミスに治療された弾傷を示したが、スミスはそれが以前パーカーに施したものだと判ったという。
1960年、アン・バセット（Ann Bassett）の姉妹であるジョシー・バセット（Josie Bassett）はインタビューで、パーカーは「南アメリカから帰ってきたのち」1920年代に彼女のもとを訪れ、「15年ほど前にネヴァダ州ジョニー（Johnnie）で死んだ」と主張した。パーカーの郷里、ユタ州サークルヴィルの地元の人々の別のインタヴューでは、パーカーは死ぬまでネヴァダ州で働いたという主張がある。
アメリカ西部史家チャールズ・ケリー（Charles Kelly）は1938年の著書『Is Butch Cassidy Dead?』の章「Outlaw Trail」を、もしパーカーが「これらの噂の主張するように彼がまだ生きているならば、1938年7月28日に死亡した父マキシミリアン・パーカーのもとを訪れるためにユタ州サークルヴィルに、帰っていないことはきわめて奇妙に思われる」と述べて締めくくった。ケリーはパーカーの父をインタヴューしたと考えられているが、インタヴューの既知の筆記記録は無い。
ワシントン州スポケーン（Spokane）にあるフリーメーソンのロッジ（Lodge。支部）はブッチ・キャシディの小屋（lodge）であるといわれている。彼は支部に加入し、死ぬまで活動したという。また彼はフィリップス製造会社（Phillips manufacturing company）を所有し、経営したという。しかし彼は機械労働の訓練を全くしたことがないため、この話は歴史家により議論がある。またこの主張によると支部の記録類は失われているので、裏付けをすることはできない。しかしながら、この話は彼がウィリアム・フィリップスであると主張する彼の姉妹によって主張された。
ケリーが、サン・ヴィンチェンテ事件ののちパーカーとロングボーとの両者からの文通はやんだと言った一方で、1930年や1937年、1938年付けのパーカーによって書かれたと言われる手紙が公表されている。

## 別名
- ブッチ・キャシディ（Butch Cassidy）
- ジョージ・パーカー（George Parker）[17]
- ジョージ・キャシディ（George Cassidy）[1]
- ロウ・マックスウェル（Lowe Maxwell）[1]
- ジェームズ・「サンティアゴ」・マックスウェル（James "Santiago" Maxwell）[18]
- ジェームズ・ライアン（James Ryan）[18]
- ブッチ・キャサディ（Butch Casady）[1]
- サンティアゴ・ロー（Santiago Lowe）

## 疑惑の友人
- ウィリアム・T・フィリップス（William T. Phillips）は、子供時代以来、ブッチ・キャシディを知っていると主張した[19]。フィリップスがブッチ・キャシディだったと推測する人もいるが、この主張を裏付ける証拠はない。